# Galactia revoluta
Galactia revoluta är en ärtväxtart som beskrevs av Ignatz Urban. Galactia revoluta ingår i släktet Galactia och familjen ärtväxter. Inga underarter finns listade i Catalogue of Life.